# Estallador

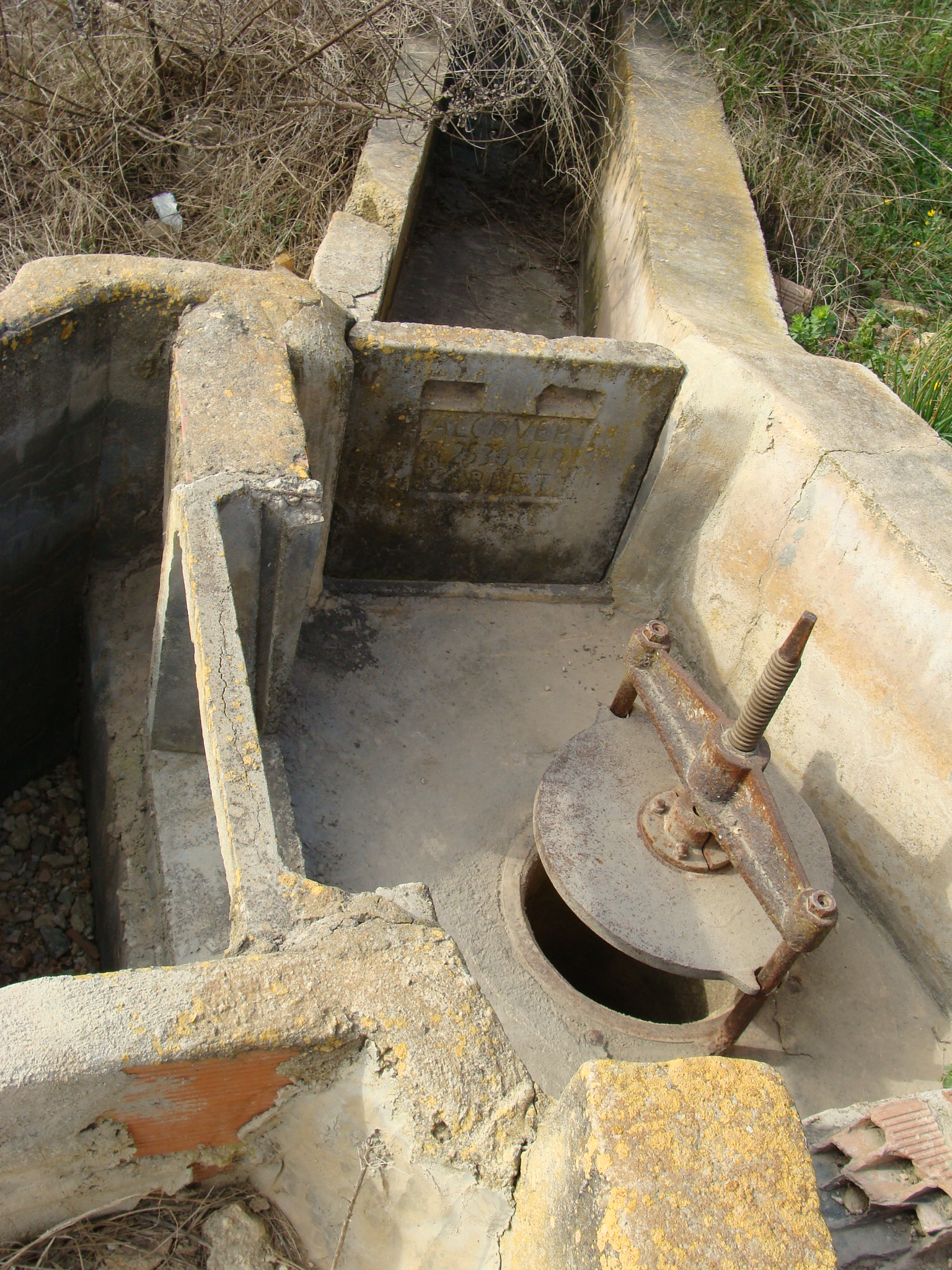
Sistema de reg ja abandonat a Catadau i Carlet (País Valencià). Pot observar-se un estallador (gairebé quadrat) en posició tancada.

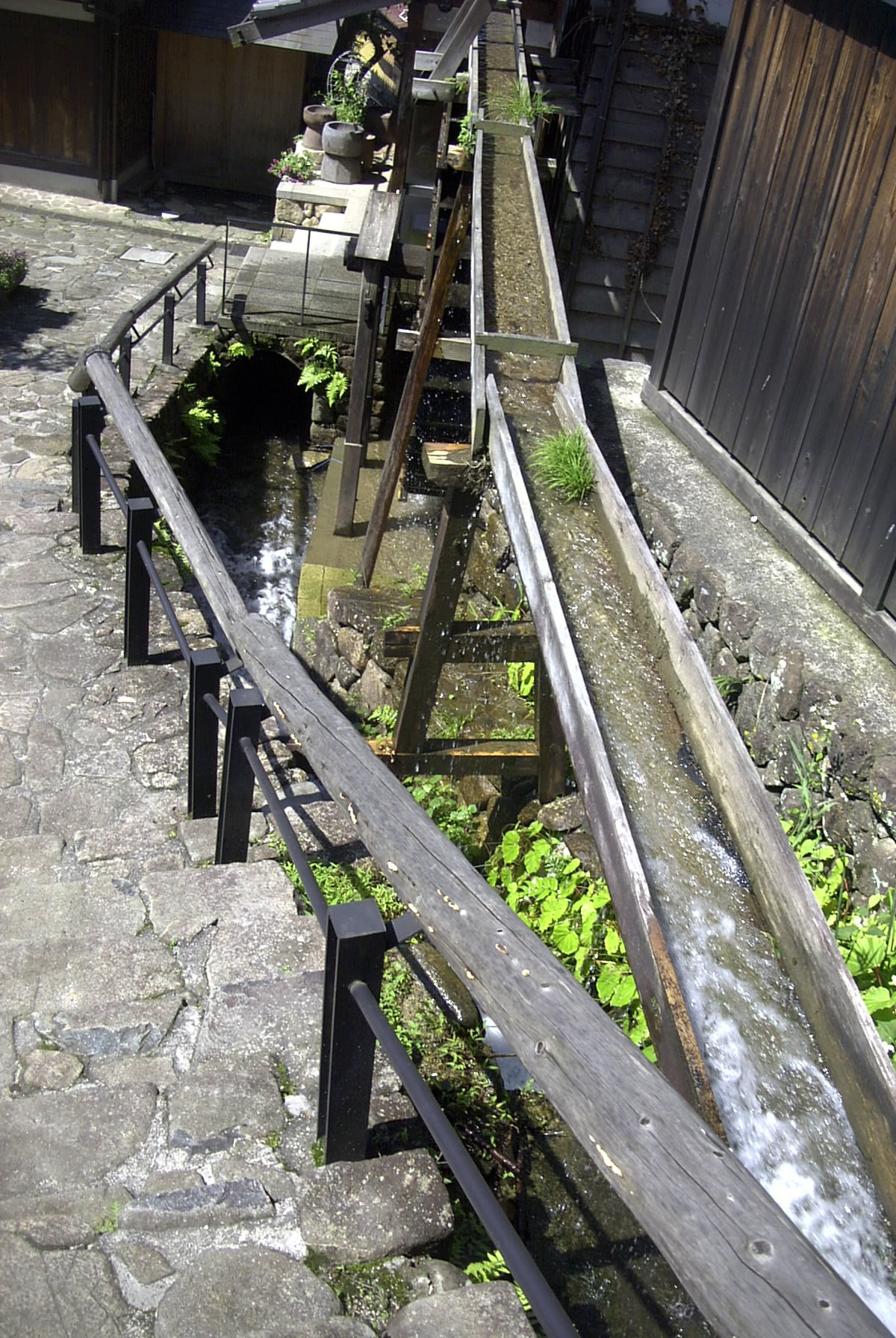
Canal tradicional de fusta japonès. Per a portar aigua a un molí.

Un estallador, estolledor, restallador, trestallador, bagant o almenara és una peça que serveix per a retenir o deixar passar el cabal d'aigua d'un canal o d'una séquia. Hi ha estalladors que poden immobilitzar-se en posicions intermèdies i permeten actuar com a reguladors de cabal.
Un estallador pot indicar tot el conjunt format per l'estallador pròpiament dit (obturador, comporta, guillotina…) i els accessoris que permeten el seu funcionament (caixa, suports…).

## Generalitats
Des de temps remots, l'aprofitament de l'aigua per a usos diversos pot adoptar solucions variades. Una disposició típica inclou els elements següents: resclosa o peixera (per a retenir l'aigua i assolir un cert nivell), conducte (séquia o canal, per a conduir l'aigua) i dispositiu final (molí, trompa d'aigua, sistema de regadiu, roda hidràulica, rampa rentadora-selectora, ...). Entre els element necessaris de la disposició anterior cal incloure els estalladors, comportes que permetin tallar, regular o distribuir l'aigua.
- Exemple: En una farga catalana  tradicional hi havia dos elements que consumien aigua. La roda del martinet i la trompa d'aigua. Dos estalladors permetien independitzar aquests dispositius, tancant el pas de l'aigua quan no calia.

## Forma física
El tipus de conducte d'aigua determina la variant d'estallador més apropiada.

### Llosa de pedra natural
En les primitives séquies de terra (formades per una simple excavació del terreny), un estallador pràctic podia consistir en una senzilla llosa de pedra, en estat natural (sense tallar), que hom disposava en posició vertical i perpendicular al cabal d'aigua. La llosa es podia “clavar” obturant la séquia i, si calia, podia fer-se estanca amb molsa, herbes o fang. Si era necessari, la llosa es podia recolzar en un parell de pedres més o menys escairades per una banda.

### Altres materials
Quan la séquia o canal és de pedra o de fusta, els estalladors corresponents acostumen a ser del mateix material de la conducció. En tots els casos (canals de terra, pedra, fusta o mixtes), els estalladors poden ubicar-se en caixes especials (simples o de distribució) d'un material diferent al de la conducció.
Pel que fa als materials, els estelladors poden ser de pedra tallada, fusta o metàl·lics. La forma adoptada pot ser quadrada, rectangular o rodona. En caixes, relativament modernes, d'obra (totxos i ciment), són freqüents els estelladors rodons amb cèrcol exterior de ferro cònic que s'adapta a un forat femella de secció circular (que pot ser de la mateixa conicitat que l'estallador mascle).

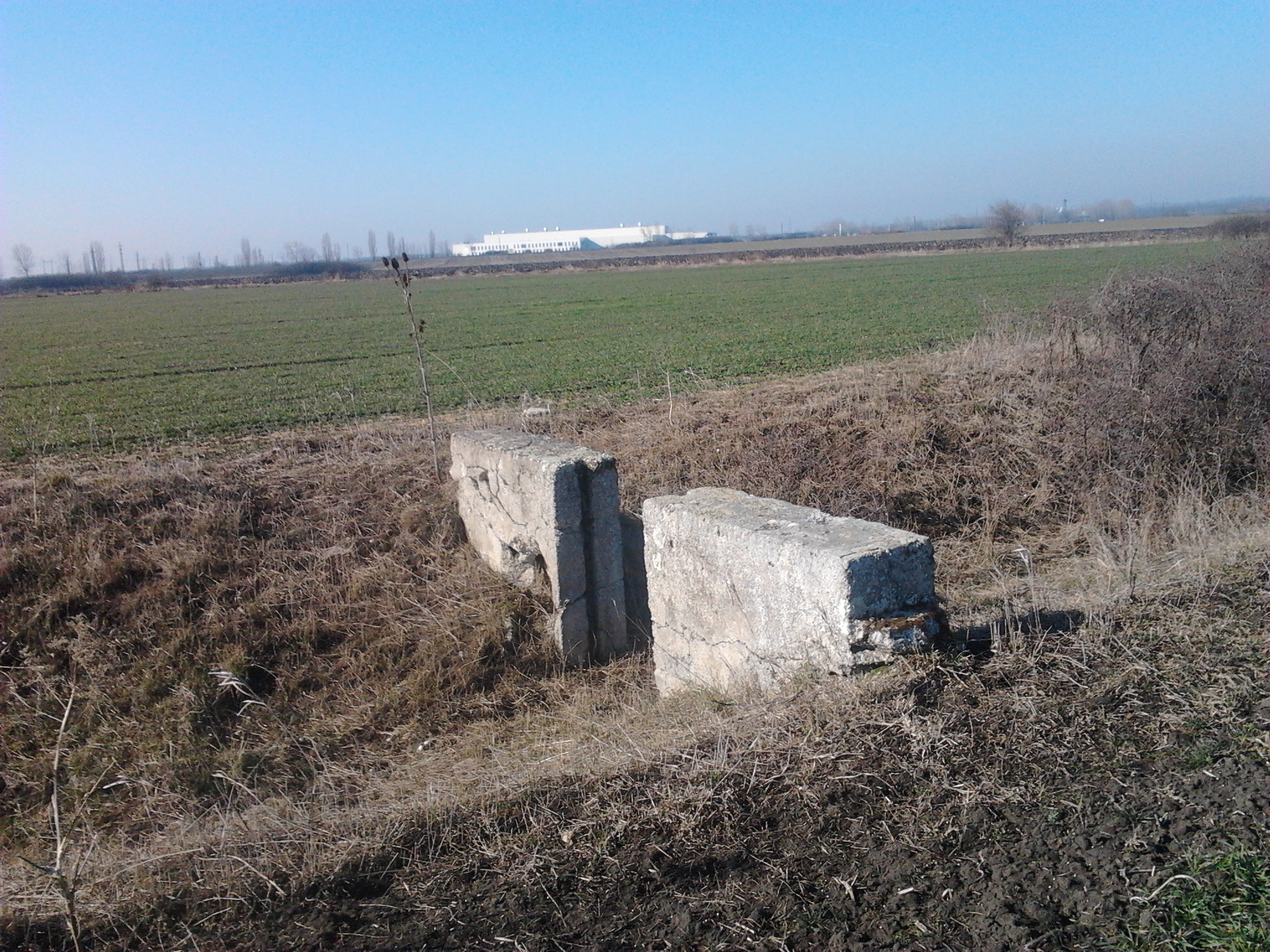
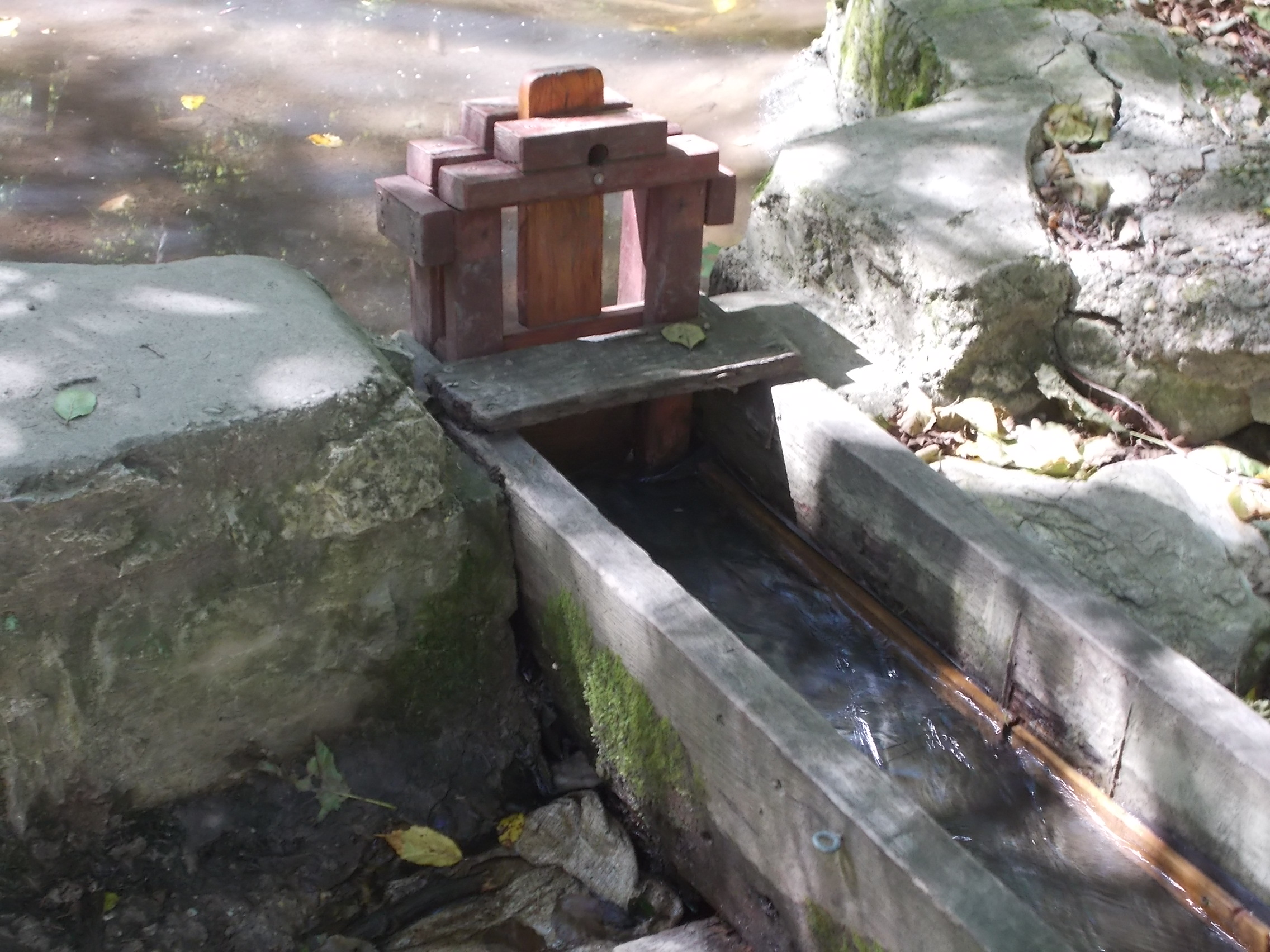
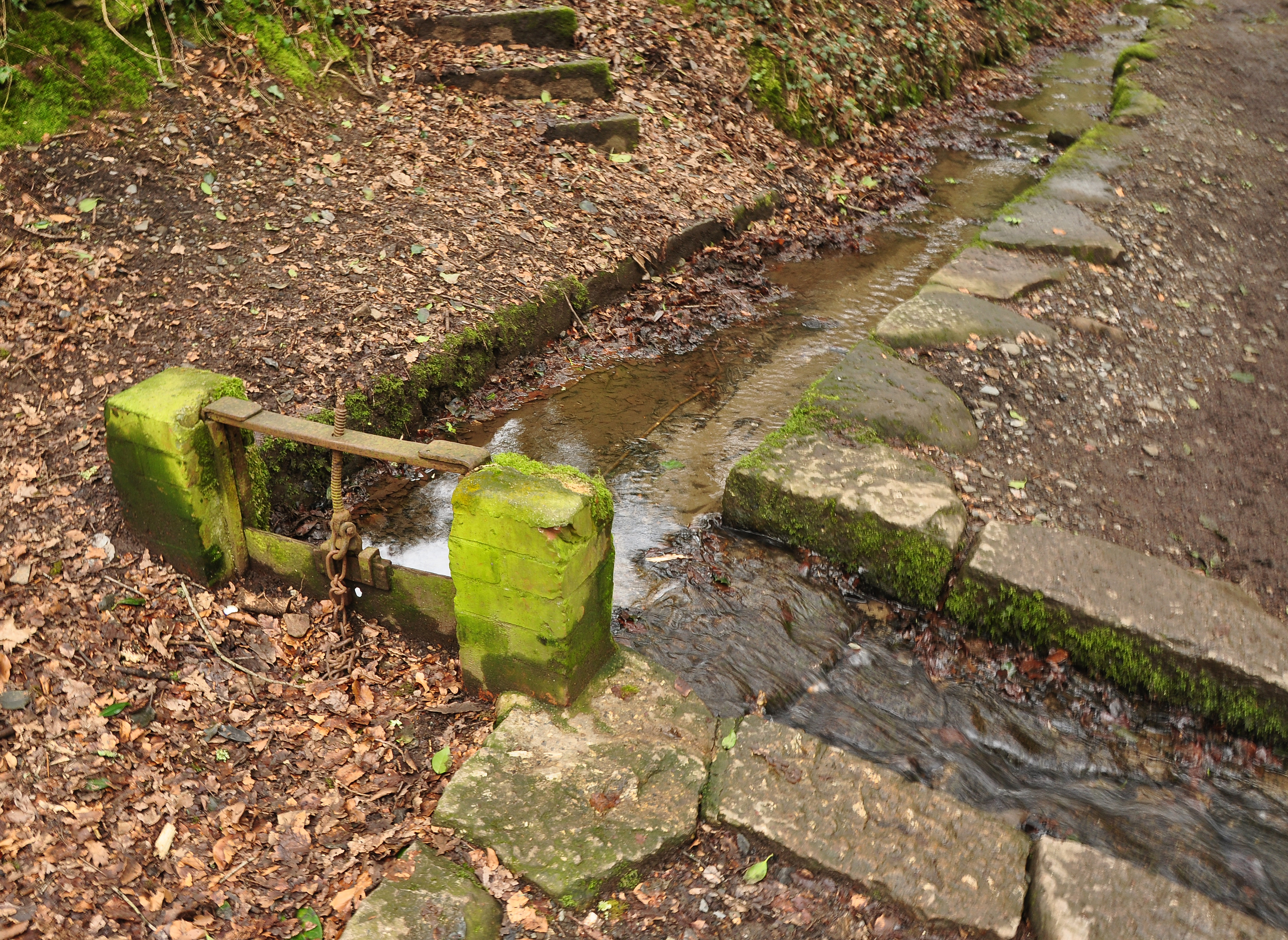
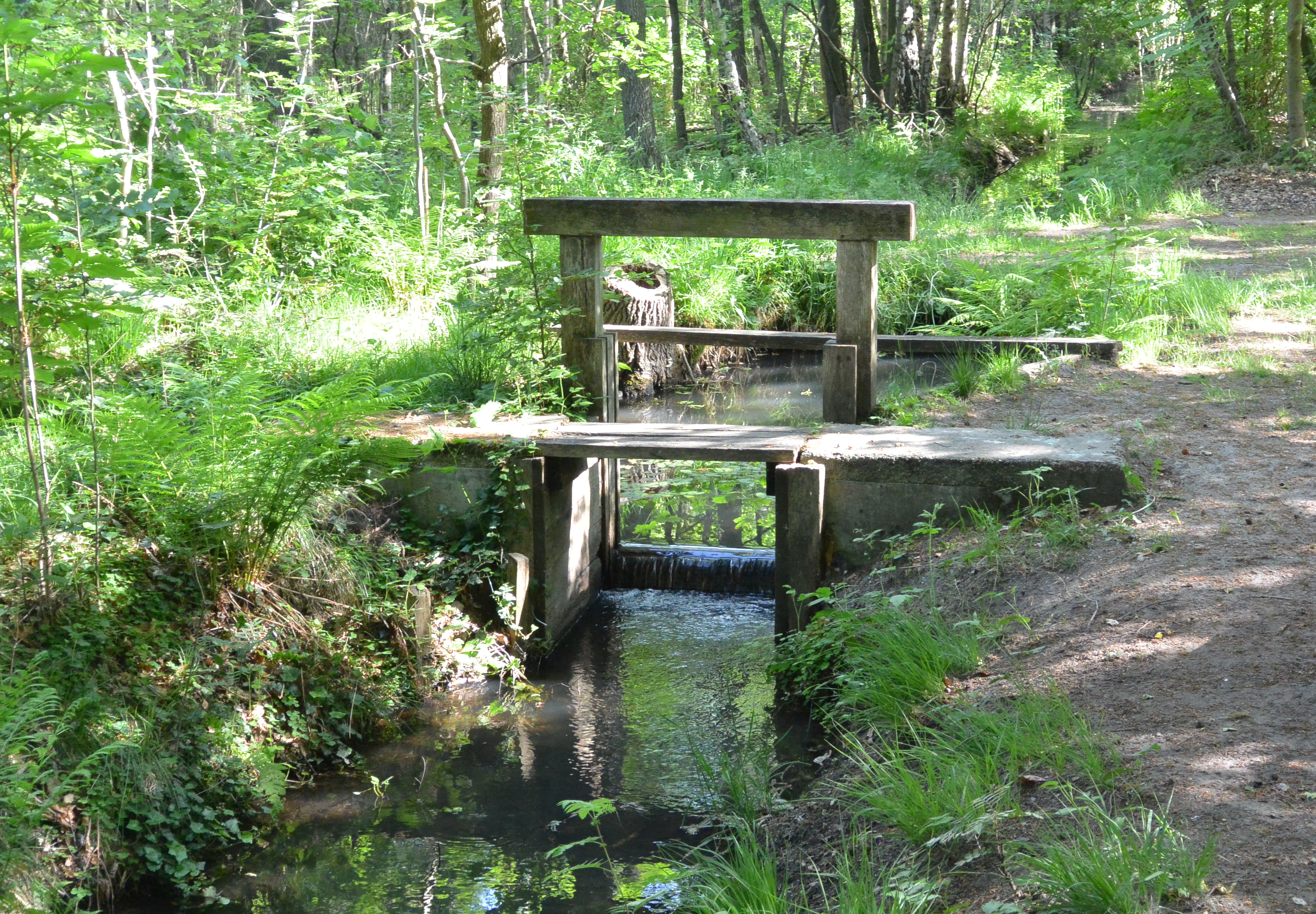

### Estalladors regulables
Els estalladors antics acostumaven a controlar el pas de séquies o canals de petites dimensions i s'accionaven manualment. Sovint, només hi havia dues posicions: estallador obert del tot o estallador tancat del tot. També des de temps remots hi havia estalladors que permetien regular el cabal, posicionant l'obturador en el grau desitjat entre les posicions extremes.

#### Comportes
Un tipus de comporta freqüent és el de guillotina o comporta de guies. L'obturador és una peça rectangular que es pot desplaçar verticalment al llarg de dues guies de la caixa de la comporta. L'accionament pot ser manual (amb un sistema de cremallera i pinyó o similar) o motoritzat.

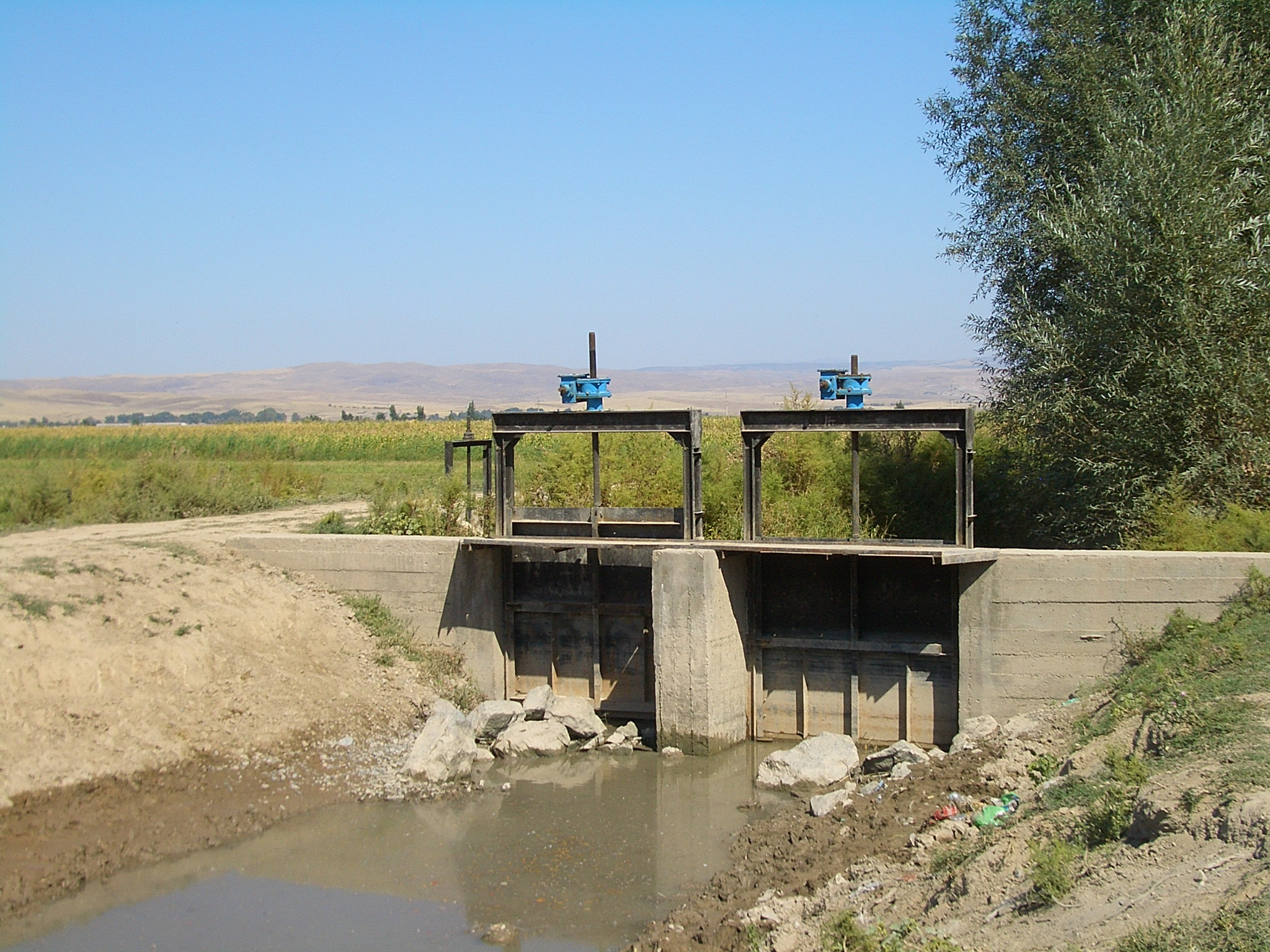
Dues comportes de guillotina
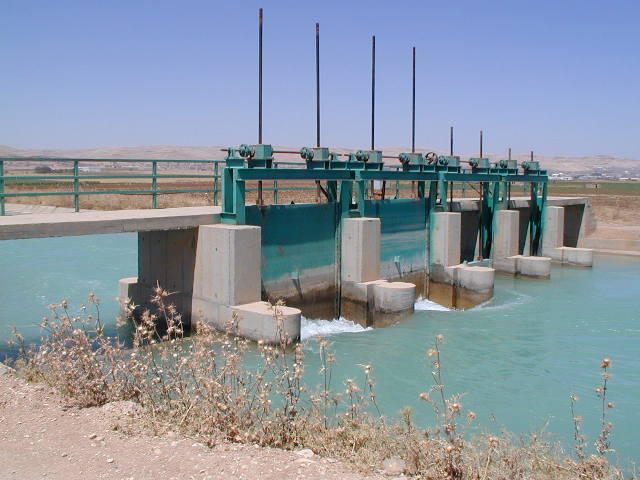
Quatre comportes de guillotina. A l'esquerra, en primer pla, un sobre-eixidor (per a deixar sortida a l'excés d'aigua)
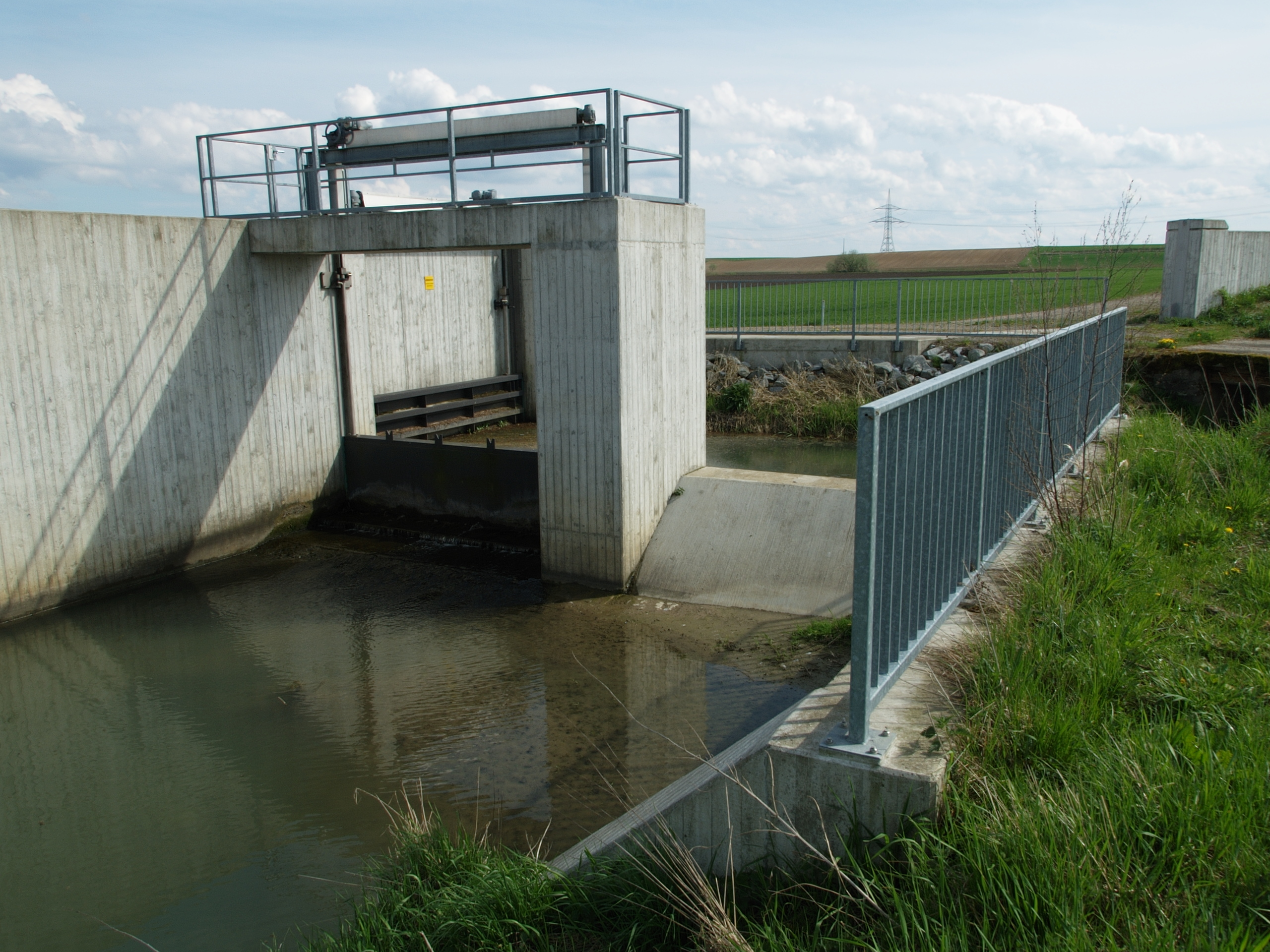
Comporta de guillotina i sobre-eixidor. El nivell del canal queda per sota del nivel màxim, definit pel sobre-eixidor.

## "Sluice"

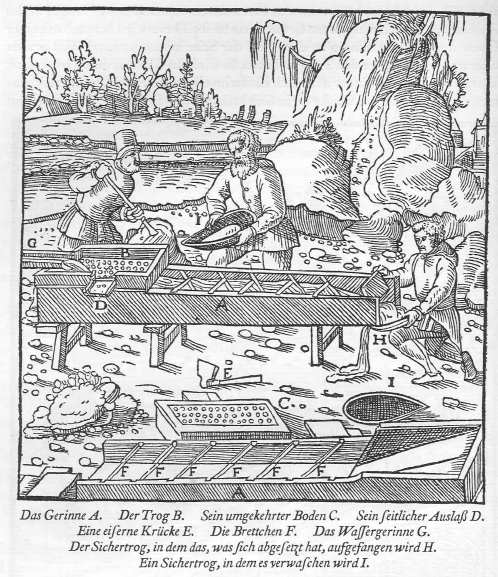
Rampa segregadora segons un gravat de 1556 del llibre De re metallica

El terme anglès "sluice" es pot interpretar de tres maneres diferents. Les tres accepcions estan relacionades amb els estelladors.
- Primer significat: “sluice” igual a un conducte d'aigua i una comporta que permet tallar i obrir el pas de l'aigua.
- Segon significat: “sluice gate”, comporta d'un conducte d'aigua (equivalent a “knife gate” i “slide gate”) i sovint simplificat en “sluice”.
- Tercer significat: “sluice box”[6][7] (sovint simplificat en “sluice”), igual a una rampa segregadora (conducte d'aigua formant un pla inclinat que permet separar o segregar partícules determinades d'un conjunt de terra format per roques, graves o sorres no desitjades que contenen minerals que hom vol aprofitar).[8]
  - Un exemple típic de les rampes de rentat i segregació es troba en la mineria i benefici de l'or. Hi ha nombroses referències en obres especialitzades i, fins i tot, en la literatura i el cinema.[9][10][11][12][13]

## Documents
- 1350. Ordinacions de la Séquia Reial d'Alzira.[14]
- 1373. Sagnadors de Les Salines i estalladors.[15]
- 1377. Bagant, en el sentit de comporta.[16]
- 1419. Llicència del batlle general de València a Joan Dorta per a construir un assut, séquies, almenares, molins…[17]
- 1428.[18]

| «                                                                                  | Salvaguarda Real: Alfons Rey, ab son Real Privilegi, dat en Valencia als 25 de Setembre, any del Senyor de 1428, posa sots protecció y salvaguarda Real la Cequia de la Ciutat de Manresa, resclosa, rastells, restalladors, rasas, ponts, pedras, cals, administradors, mestres, obras, manobras y altres cualsevols personas al servey de dita Cequia necessarias. Lo qual Privilegi es en dit calaix del Racionalat, intitulat Cequia, signat de n.° 13.. | » |
| — Magí Canyelles. Descripció de la Grandesa y antiquitats de la ciutat de Manresa. | |   |

- 1481. Séquia Reial d'Alzira (pàgina 321).[17]
- 1545. Plet en la Séquia Comuna de l'Énova.[19]